# 淚海
《淚海》是許茹芸第2張國語專輯，於1996年3月26日發行。

## 專輯文案
「有時人的命運，在初戀時　就決定了」
就像第一次種牛痘　手就留下記號

一個人的際遇在第一次總是最深的
有時甚至會讓人的心變成永遠的絕緣

如果沒有人用智慧幫你澄淨
這陰影往往變成一生的胎記

本張末世紀情歌專輯《淚海》
想描述的是每一個人都會有的＂青春紀實＂

## 曲目
1、淚海
曲：季忠平；詞：季忠平/許常德；編曲：陳進興；製作人：陳進興
2、秘密
曲：梁偉豐；詞：姚若龍；編曲：鮑比達；製作人：Peter Wong
3、四季
曲：陳珊妮；詞：陳珊妮；編曲：張翰群；製作人：Peter Wong
4、放聲大哭
曲：Kate Bush；詞：林創宴；編曲：徐德昌/王豫民；製作人：Peter Wong
原曲：Kate Bush 的「Moving」
5、貓與鋼琴
曲：許茹芸；詞：許常德；編曲：屠穎；製作人：Peter Wong
6、沙漏
曲：左宏元；詞：許常德；編曲：惠元；製作人：涂惠元
7、騙自己
曲：薛忠銘；詞：鄔裕康；編曲：屠穎；製作人：Peter Wong
8、後來你好嗎
曲：黃國倫；詞：易家揚；編曲：錢幽蘭；製作人：黃國倫
9、我們的愛情病了
曲：黃國倫；詞：姚若龍；編曲：鮑比達；製作人：黃國倫
10、天亮了
曲：陳傑洲；詞：謝明訓；編曲：涂惠元；製作人：Peter Wong

## 音樂錄影帶
| 歌曲名稱                    | 導演   | 附註                                                   |
| --------------------------- | ------ | ------------------------------------------------------ |
| 淚海                        | 吳思達 | 首波主打                                               |
| 祕密                        |        | 第三主打                                               |
| 沙漏 （页面存档备份，存于） | 黃中平 | 第二主打                                               |
| 四季                        |        | 1998年將「突然想愛你」的MV重新剪輯而成、男主角：王少偉 |
| 貓與鋼琴                    |        | 1998年將「留低鎖匙」的MV重新剪輯而成、男主角：張天霖   |
| 騙自己                      |        | 1998年將「讓你走」的MV重新剪輯而成                     |